# 北海道利尻高等学校
北海道利尻高等学校（ほっかいどうりしりこうとうがっこう）は、北海道利尻郡利尻町にある公立（道立）の高等学校。

## 設置学科
- 普通科
- 商業科

## 沿革
- 1957年 - 開校
- 1965年 - 道立移管